# Karel Čurda
Karel Čurda (ur. 10 lub 11 października 1911 we wsi Nová Hlína, zm. 29 kwietnia 1947 w Pradze) – czeski podoficer, służący w czasie II wojny światowej w czechosłowackiej armii na uchodźstwie, członek grupy desantowej Out Distance. Po zamachu na Heydricha przeprowadzonego przez innych komandosów i rozpętaniu niemieckiego terroru na terenie Protektoratu Czech i Moraw podjął współpracę z gestapo. Zgłosił się z własnej inicjatywy, by ochronić przed represjami siebie i swoją rodzinę. Następstwem zdrady było wydanie na śmierć co najmniej 294 osób – w większości członków czeskiego ruchu oporu i ich rodzin.

## Dzieciństwo, młodość i służba wojskowa
Urodził się w rodzinie chłopskiej. Ojciec, František (ur. 1864), był rolnikiem, a matka, Rosálie zd. Nováčková (1873–1947), imała się różnych prac, by pomóc w utrzymaniu rodziny. Karel miał sześcioro rodzeństwa. Ponieważ ostatnie z dzieci – Josef (1915–1915) – zmarło tuż po urodzeniu, wychowywał się jako najmłodszy. Ukończył szkołę podstawową w rodzinnej miejscowości i dwie klasy szkoły miejskiej. Po zakończeniu edukacji pracował jako robotnik i wraz z matką mieszkał u najstarszego brata – Františka – w domu nr 26 w Novej Hlínie.
1 listopada 1933 rozpoczął służbę wojskową w 29. pułku piechoty w Jindřichowym Hradcu i został przydzielony do III batalionu, 12. kompanii stacjonującej w Trzeboniu. Dokładnie rok później został awansowany do stopnia starszego szeregowego. Następnie ukończył szkołę podoficerską, został przeniesiony do 10. kompanii i zakończył służbę w stopniu kaprala (awans 15 października 1935). Od 1 listopada 1935 kontynuował służbę jako żołnierz nadterminowy. 1 września 1936 został awansowany na starszego kaprala, 1 listopada 1937 przedłużył kontrakt o kolejny rok, lecz po pół roku – 8 czerwca 1938 – został on rozwiązany w związku z przejściem Čurdy do Straży Finansowej. Niedługo potem udał się do Polski, gdzie trafił do obozu w Bronowicach Małych. Następnie na pokładzie MS Chrobry wypłynął do Francji, gdzie 2 sierpnia 1939 wstąpił do 1. pułku piechoty Legii Cudzoziemskiej stacjonującego w El Hadjar. Po wybuchu wojny powrócił do Francji i udał się do Agde, gdzie stacjonowały oddziały armii czechosłowackiej i 26 września 1939 został przydzielony do 10. kompanii 1. pułku piechoty. 1 stycznia 1940 został awansowany do stopnia plutonowego. W czasie kampanii francuskiej wziął udział w walkach z Niemcami. Po upadku Francji 7 lipca 1940 przedostał się do Anglii na pokładzie statku Mohamed El Kebir i został wcielony do kompanii samochodowej.
19 września 1941 został skierowany na kurs sabotażu do Szkocji. Miesiąc później odbył tygodniowy kurs spadochronowy. 25 stycznia 1942 został wybrany i przydzielony do sekcji do zadań specjalnych w ojczyźnie i skierowany na szkolenie do STS-2 Bellasis. Tam ukończył wymagane kursy i szkolenia, a następnie został przydzielony do oddziału Out Distance dowodzonego przez Adolfa Opálkę.

## Operacja Out Distance
Brytyjski samolot Handley Page Halifax Mk.II L9618/NF-W pilotowany przez polską załogę z grupami Out Distance i Zinc na pokładzie wystartował z lotniska Tempsford 27 marca 1942 o godz. 19:55. 28 marca o godz. 2:00 Karel Čurda z fałszywymi dokumentami na nazwisko Karel Vrbas został zrzucony na spadochronie wraz z pozostałymi członkami swojej grupy: Adolfem Opálką i Ivanem Kolaříkem na teren Protektoratu Czech i Moraw. Plan ich operacji zakładał sabotaż w gazowni w Pradze, dostarczenie radiostacji członkom ruchu oporu oraz naprowadzenie bombowców nad fabrykę Škoda w Pilźnie (w ramach operacji Cannonbury). Grupa została wyposażona w wybuchowe wkładki mikrofonowe, materiały wybuchowe, klucze telegraficzne, antenę, baterie 12V, radiolatarnię Beacon, radiostację Mark III, woltomierz i 8 rezonatorów kwarcowych do radiostacji. W ostatniej chwili pozostawiono w Anglii paczki z 336. funtami materiałów wybuchowych, a w ich miejsce zabrano radiolatarnię.
Początkowo plan zakładał zrzut 25 marca 1942 w pobliżu Kopidlna, a potem Kovářova. Z powodu zmian planów oraz błędu nawigatora Mariana Wodzickiego spadochroniarze nie wylądowali w zaplanowanym miejscu, lecz w pobliżu Ořechova k. Telcza. Stracili również część wyposażenia, gdyż nie udało się im odnaleźć jednego z zasobników ze sprzętem. Dodatkowo przy lądowaniu por. Opálka odniósł obrażenia, a Kolařík zgubił fałszywe dokumenty z włożonym między nie zdjęciem swojej dziewczyny Milady Hrušákovej z dedykacją. W tej sytuacji dowodzący grupą Opálka podjął decyzję o rozdzieleniu się i rozpoczęciu działania przez poszczególnych członków grupy na własną rękę z założeniem, iż skontaktują się za pomocą umówionego ogłoszenia w gazecie Národní politika. Pozostawili też na miejscu ukrytą radiolatarnię.
Nie mając szans dostania się do punktów kontaktowych, Opálka udał się do ciotki do Rešic, by leczyć zranioną nogę. Čurda dotarł do Jindřichowego Hradca, a Kolařík – do rodzinnego miasta Valašské Meziříčí, gdzie odwiedził rodzinę narzeczonej. W tym samym czasie desant został odkryty. Żandarmi znaleźli na miejscu lądowania zagubiony spadochron z wyposażeniem, fałszywe dokumenty Kolaříka ze zdjęciem Milady Hrušákovej i ukryte materiały (w tym radiolatarnię). Zdekonspirowany i osaczony Kolařík 1 kwietnia 1942 popełnił samobójstwo na drodze do Vizovic łykając truciznę, by chronić swoją rodzinę przed zemstą hitlerowców.
Opálka i Čurda niezależnie od siebie dostali się poprzez Lázně Bělohrad do Pragi. Opálka dotarł do Alfréda Bartoša z grupy Silver-A, przez którego został skierowany do stolicy w celu wsparcia przygotowań do zamachu na Heydricha. Silver-A 14 kwietnia 1942 poinformował Londyn o przyjęciu grupy Out Distance. Rozpoczęto przygotowanie do realizacji zadania zespołu – naprowadzenia bombowców na fabrykę Škoda w Pilźnie. Opálka zameldował stratę radiolatarni i zaproponował nakierowanie za pomocą sygnałów świetlnych – dwóch ognisk, pomiędzy którymi miał się znajdować cel. Akcja wymagała udziału Gabčíka, Kubiša, Valčíka, Opálki i Čurdy oraz pomocy ruchu oporu z Pragi. 25 kwietnia 1942 zostało przeprowadzone nieudane bombardowanie. Mimo wysiłku konspiratorów i załóg samolotów, bomby spadły poza fabryką.
Opálka objął dowodzenie nad wszystkimi grupami spadochroniarzy. Po tym, jak Londyn podjął decyzję o przekazaniu ostatniego zadania grupy Out Distance (wysadzenia gazowni w Pradze-Michli) grupie Intransitive, uznał, że cele oddziału zostały wykonane i rozwiązał swoją grupę. W tej sytuacji Čurda przez pewien czas ukrywał się w Pradze, po czym udał się do Kolína, gdzie przebywały jego siostra i była partnerka, z którą miał dziecko (o jego istnieniu dowiedział się po nawiązaniu kontaktu z rodziną).

## Zdrada i jej konsekwencje
W dniu zamachu na Heydricha Čurda przebywał u siostry w Kolínie. Natychmiast po otrzymaniu informacji o tym zdarzeniu przybył do Pragi i spędził noc w piwnicy u rodziny Bautz, ukrywając się pod stertą narzędzi podczas przeszukania przez policję. Z uwagi na ogłoszenie stanu wyjątkowego na terenie Protektoratu i zarządzenie grożące śmiercią osobom ukrywającym potencjalnych sprawców i całym ich rodzinom, Bautzowie odmówili mu dalszego schronienia. Pozbawiony schronienia w Pradze, wyjechał na drugi dzień do matki do Novej Hlíny, gdzie ukrywał się na strychu jej domu. Tu dotarły do niego wieści o licznych egzekucjach i zagładzie Lidic: w miejscowości tej 10 czerwca rozstrzelano wszystkich 173 mężczyzn powyżej 15 roku życia, kobiety zesłano do Ravensbrück, z 105 dzieci 82 zagazowano w obozie Kulmhof w Chełmnie n. Nerem, a 23 oddano do sierocińców SS („Lebensborn”) lub przeznaczono do zniemczenia. Za namową matki, która chciała, by syn coś z tym zrobił, 13 czerwca Čurda wysłał z Trzebonia anonimowy list do placówki czeskiej żandarmerii w Benešovie o treści: Przestańcie szukać sprawców zamachu na Heydricha. Przestańcie aresztować i zabijać niewinnych ludzi. Nie mogę tego już wytrzymać. Zamach z całą pewnością przygotowali i przeprowadzili Gabčík ze Słowacji i Jan Kubiš, którego brat jest właścicielem gospody na Morawach, w którym wskazał Gabčíka i Kubiša jako sprawców zamachu. Funkcjonariusze, którzy odebrali wiadomość, okazali się patriotami i ukryli donos, jedynie markując śledztwo na polecenie naczelnika posterunku, by zapewnić sobie alibi. 18 czerwca mijał termin amnestii wyznaczony przez władze protektoratu dla tych, którzy zgłoszą się dobrowolnie do siedziby gestapo i udzielą informacji, które pozwolą aresztować sprawców zamachu. Widząc, że list nie dotarł do Niemców, 16 czerwca Čurda wsiadł do pociągu jadącego do Pragi i tam po raz ostatni spróbował nawiązać kontakt z pozostałymi spadochroniarzami. Mieszkanie Svatošów było jednak zamknięte. W tej sytuacji krótko przed południem osobiście stawił się w Pałacu Peczków (Petschkův palác) – praskiej siedzibie gestapo i zameldował, iż posiada wiedzę na temat aktówki porzuconej przez jednego z zamachowców.
Został natychmiast przekazany prowadzącemu śledztwo Heinzowi Pannwitzowi, lecz według raportu z przesłuchania jąkał się tak bardzo, że początkowo trudno go było zrozumieć. Dopiero gdy bez problemu wskazał aktówkę Gabčíka wśród dwudziestu innych, rozpoznając ją po rozdarciu na boku, gestapo natychmiast zrozumiało, jak cennym jest świadkiem. Čurda zeznał, że widział tę aktówkę w domu rodziny Svatošów i opisał broń, która była w niej przechowywana. Sporządził także rysopis Gabčíka i zgodnie z prawdą poinformował, iż jego obecnego miejsca pobytu nie zna. Ponieważ opisy odpowiadały pistoletowi Sten porzuconemu na miejscu zamachu oraz rysopisowi Gabčíka sporządzonemu na podstawie zeznań innych świadków, Gabčík, którego tożsamości gestapo wcześniej nie znało, został uznany przez śledczych za prawdopodobnego sprawcę zamachu. Jako domniemanego drugiego sprawcę Čurda wskazał najlepszego przyjaciela Gabčíka – Jana Kubiša – również dotąd nieznanego policji. Analizując jego zeznania, Pannwitz doszedł do wniosku, iż Čurda również jest spadochroniarzem i nakazał jego zatrzymanie i przeszukanie. Podczas rewizji odnaleziono przy nim kapsułkę z cyjankiem potasu, w którą standardowo był wyposażony każdy agent SOE, w związku z tym jego przesłuchania nasiliły się. Według późniejszych zeznań Čurdy: Pokazali mi fotografie kilku spadochroniarzy i zapytali, czy ich znam. Rozpoznałem ich wszystkich: na fotografiach byli porucznik Pechal, oraz Kolařík, Mikš i Gerik. Ale powiedziałem, że ich nie znam. Pobili mnie, mówiąc że już złapali Gerika i wiedzą więcej, niż mi się wydaje. Wtedy przyznałem, że go znam. Podczas przesłuchania wspomniał też śledczym o liście wysłanym do placówki w Benešovie. Naczelnika żandarmów, który został aresztowany natychmiast, gdy 17 czerwca wybrał się do Trzebonia, by zameldować gestapo rozpoczęcie poszukiwań, a także jego podwładnych, uratowało przed śmiercią jedynie wymyślone uprzednio alibi.
W wyniku zdrady Čurdy gestapo zlikwidowało całkowicie siatkę ruchu oporu wspomagającą spadochroniarzy z grup Anthropoid, Silver-A, Out Distance i innych. Jedno z pierwszych przeszukań odbyło się w domu Marii Moravcovej (ur. 9 lipca 1898), w dzielnicy Žižkov, u której Gabčik i Kubiš ukrywali się tuż po dokonaniu zamachu. Podczas próby jej aresztowania przez gestapo w nocy 16/17 czerwca 1942 Moravcova popełniła samobójstwo, połykając truciznę na oczach męża i syna. Wówczas gestapo rozpoczęło brutalne przesłuchania jej męża Aloisa Moravca (ur. 25 stycznia 1887) i syna Vlastimila (ur. 17 marca 1921), który był łącznikiem. Vlastimil załamał się w śledztwie i wyjawił miejsce pobytu zamachowców ukrytych w krypcie prawosławnej cerkwi katedralnej Świętych Cyryla i Metodego w praskiej dzielnicy Nowe Miasto. Po zakończeniu śledztwa Alois i Vlastimil zostali przewiezieni do obozu koncentracyjnego Mauthausen-Gusen i zamordowani 24 października 1942.
18 czerwca 1942 cerkiew została otoczona przez niemieckich żołnierzy, SS-manów i gestapowców pod dowództwem Heinza Pannwitza. Doszło do walki, podczas której Čurda wraz z innym zdrajcą – członkiem grupy Zinc Viliamem Gerikiem – nawoływali kolegów do poddania się. Po kilkugodzinnym starciu Gabčik, Valčík, Jaroslav Švarc, Jan Hrubý, Adolf Opálka i Josef Bublík popełnili samobójstwo w okrążonej świątyni, a ciężko ranny Kubiš zmarł w sanitarce. Po zakończeniu walki Čurda asystował Karlowi Frankowi, który osobiście przybył na miejsce, podczas identyfikacji ciał poległych kolegów.
Represjonując zdradzonych przez Čurdę członków ruchu oporu, gestapo wkraczało do wskazanych przez niego mieszkań, wtrącając do więzień całe rodziny. Niemal równolegle z działaniami w Pradze rozpoczęły się także akcje gestapo w okolicach Pardubic, gdzie działała licząca około 140 członków siatka ruchu oporu stworzona przez grupę Silver-A oraz Lázni Bělohrad i Pilzna.
20 czerwca rozpoczęto aresztowania pomagających spadochroniarzom mieszkańców wsi Leżaki (Ležáky), Dachov, Včelákov i Miřetice. Gestapo ustaliło adresy konspiracyjnych domów, w których ukrywał się Alfréd Bartoš, i w jednym z nich znalazło jego archiwum, co doprowadziło do aresztowań i egzekucji dalszych współpracowników. 21 czerwca podczas powrotu do jednego ze zdekonspirowanych mieszkań w Pardubicach przy ulicy Smilovej Bartoš wpadł w zasadzkę i, widząc, że nie uniknie aresztowania, śmiertelnie się postrzelił, w wyniku czego na drugi dzień zmarł w szpitalu.
24 czerwca spalono wioskę Leżaki, gdzie ukrywał się radiotelegrafista grupy Silver-A, Jiří Potůček. Na miejscu wymordowano wszystkich mężczyzn i kobiety (75 osób), natomiast dzieci wysłano do Generalnego Gubernatorstwa i, poza dwiema dziewczynkami, zagazowano w obozie zagłady Kulmhof w Chełmnie nad Nerem.
Sam Potůček przeniósł się wcześniej do Bohdašína, skąd nadawał do 26 czerwca. Ukrywał się we wsi Končinynpod Červenym Kostelcem u rolnika Antonína Burdycha. 30 czerwca gestapo zorganizowało na niego zasadzkę, ale po wymianie ognia udało mu się z niej uciec. Przez kilka dni szukał schronienia pod kilkoma adresami, jednak wszędzie mu odmówiono. Wyczerpany usnął 2 lipca w krzakach w pobliżu miejscowości Rosice nad Labem, gdzie znalazł go i zastrzelił we śnie czeski żandarm Karel Půlpán (po wojnie został za ten czyn skazany na 7 lat więzienia, gdyż sąd za okoliczność łagodzącą uznał zniszczenie przez niego znalezionego przy Potůčku notatnika, czym prawdopodobnie uratował życie pomagających mu osób).
2 lipca w Zameczku Pardubickim (Pardubický Zámeček) rozstrzelano 37 współpracowników spadochroniarzy z okolic Pardubic i 15 z okolic Červenego Kostelca. W grupie tej znalazły się m.in. matka i przyjaciółka Bartoša oraz ojciec, matka, siedmioro rodzeństwa oraz pięcioro dalszych krewnych Valčíka. Łącznie w dniach od 3 czerwca do 9 lipca 1942 rozstrzelano tam 194 członków ruchu oporu.
Rozbicie siatki współpracowników Silver-A doprowadziło do kolejnych zdrad. Po aresztowaniu przedstawicieli grupy Jindra wywodzącej się z organizacji Sokół, załamany w śledztwie dowódca grupy, prof. Ladislav Vaněk (ps. dr Šimek, Jindra Sklenář), podjął współpracę z gestapo, oferując wznowienie kontaktów radiowych z Londynem. W ten sposób Niemcy mieli być na bieżąco uprzedzani o kolejnych zrzutach spadochroniarzy. W założeniu Vaňka spadochroniarze mieli być internowani do końca wojny, a rząd na uchodźstwie otrzymywałby fałszywe raporty o ich działalności. Jako gwarancję współpracy Vaněk zaoferował wyznaczenie zakładników spośród członków swojej grupy.
Čurda przyczynił się też pośrednio do śmierci aktorki Anny Letenskiej, wydając dra Břetislava Lyčkę, który udzielił pomocy medycznej kontuzjowanemu podczas lądowania ze spadochronem Jozefowi Gabčíkowi, a potem opatrzył Janowi Kubišowi oko zranione podczas zamachu. Lyčka, który wraz z mężem Letenskiej – Vladislavem Čalounem – działał w grupie Jindra, podczas próby aresztowania popełnił samobójstwo, zaś Čaloun wraz z Letenską zostali aresztowani i straceni w KZ Mauthausen.
Gestapo dotrzymało danego słowa – matka i siostra Čurdy zostały zwolnione z aresztu. Po otrzymaniu od nazistów nagrody w wysokości 500 000 reichsmarek (5 milionów koron) i nowej tożsamości, przyjął niemieckie obywatelstwo. 21 lutego 1944 ożenił się z Niemką Marią Bauer – siostrą urzędnika SS i jako Karl Jerhot do końca wojny współpracował z gestapo. Działał jako agent-prowokator, otrzymując za swoją pracę wynagrodzenie w wysokości 30 000 koron miesięcznie i mieszkanie na Vinohradach. Podróżując po terytorium Protektoratu, udawał spadochroniarza i wydawał gestapo wszystkich, którzy udzielili mu schronienia. Pomógł także policji wyśledzić członków grupy Antimony zrzuconej w październiku 1942 oraz Františka Pospíšila z grupy Bivouac. W marcu 1943 identyfikował ciała spadochroniarzy z grup Bronse i Iridium zabitych przez Niemców w akcjach, umożliwiając tym samym gestapo aresztowanie i mordowanie członków ich rodzin. Wierzył w zwycięstwo Hitlera i planował osiedlenie się na wschodzie po zakończeniu wojny.

## Aresztowanie, proces i śmierć
5 maja 1945 został zatrzymany przez członków ruchu oporu niedaleko Pilzna, gdy próbował przedostać się do amerykańskiej strefy okupacyjnej z niemieckimi dokumentami i dużą ilością banknotów (niektóre źródła podają, iż sam zgłosił się tego dnia do placówki żandarmerii w Manětínie).
Po zatrzymaniu został przekazany przez żandarmerię do aresztu sądu krajowego kraju pilzneńskiego w Pilźnie. 15 maja 1945 kpt. Jaromír Nechanský przewiózł go do sztabu głównego Ministerstwa Obrony Narodowej. Tamtejsi urzędnicy, nieświadomi jeszcze rozmiaru jego zdrady, po spisaniu ogólnego protokołu wypuścili go na wolność. Szybko jednak dotarła do nich informacja z Ministerstwa Spraw Wewnętrznych i 17 maja Čurda został ponownie zatrzymany przez policję, która rozpoczęła śledztwo w sprawie jego przestępstw. Po zakończeniu został postawiony przed trybunałem, gdzie mając świadomość, iż nie uniknie najwyższego wymiaru kary, zachowywał się w sposób wyzywający i bezczelny. Na pytanie sędziego, jak mógł zdradzić swoich kolegów spadochroniarzy, odpowiedział: myślę, że zrobiłby Pan to samo za milion marek. Osądzony za wielokrotną zdradę, w wyniku której życie straciło co najmniej 294 osoby, został skazany na karę śmierci przez powieszenie. Nie zwrócił się do sądu z prośbą o łaskę, dlatego wyrok został wykonany jeszcze w dniu jego ogłoszenia – 29 kwietnia 1947 o godz. 11.57 w więzieniu Pankrác, 12 minut po powieszeniu Viliama Gerika. Prowadzony na szubienicę nie okazał skruchy, żartując obscenicznie ze swojego kata. Pochowany został na cmentarzu w Ďáblicach. Po jego śmierci żona z synem Karlem wyjechali do Austrii.

## Kontrowersje
W literaturze dotyczącej czechosłowackich ‘cichociemnych’ z okresu II wojny światowej i zamachu na Heydricha, zwłaszcza tej wcześniejszej, Čurda był przedstawiany jednoznacznie negatywnie jako zdrajca i osoba o bardzo niskim morale, która nigdy nie powinna przejść selekcji kandydatów na operatorów do zadań specjalnych, gdyż już podczas pobytu w Anglii dał się poznać jako alkoholik i zadeklarowany zwolennik Hitlera. Współcześnie jednak historycy coraz częściej zwracają uwagę na to, iż Čurda bez zarzutu wykonywał swoje pierwsze zadania konspiracyjne, m.in. biorąc udział w operacji Cannonbury. Za przyczynę zdrady uważany bywa rozpad grupy Out Distance, rozczarowanie działaniami przełożonych, przekonanie, iż rząd Beneša nie ma pojęcia o rzeczywistej sytuacji w kraju oraz chęć ochrony swojej rodziny i niewinnych ludzi przed machiną terroru rozpętanego w następstwie zamachu na Protektora Czech i Moraw. Domniemuje się również, iż Čurda planował popełnienie samobójstwa po wskazaniu jedynie sprawców zamachu, by chronić innych konspiratorów, o czym świadczy kapsułka z cyjankiem potasu, którą zabrał, udając się na gestapo (według niektórych źródeł podjął jego nieudaną próbę). W wywiadzie przeprowadzonym przez Ondřeja Horáka dla gazety Lidové noviny pisarz i były pracownik czeskich służb specjalnych Jiří Šulc po odebraniu Nagrody Literackiej Klubu Książki 2002 za publikację Dva proti Říši (Dwaj przeciwko Rzeszy) stwierdził: [Čurda – przyp. własny] jest traktowany jako jednoznacznie nagatywna postać, ale ja myślę, że człowiek, który wyjechał do Anglii, wstąpił do armii i dał się zrzucić na terytorium wroga, tak jednoznacznie czarny być nie może. I mimo iż istnieją dowody, że już w Anglii miał problemy – z alkoholem i niedopasowaniem do kolektywu – i że nie był człowiekiem idealnym, to przecież takich w Anglii wielu nie było, a on się starał. Spróbowałem się zatem wczuć w postać takiego człowieka, dlatego że on zaczął świadomie zdradzać dopiero po akcji w kościele, przeszedł na drugą stronę i zaczął współpracować. Nie chodzi o jego usprawiedliwianie, dlatego że naprawdę uczynił szkodliwy błąd, ale chciałem wniknąć w to, jacy ci ludzie naprawdę byli. Ostatecznie Čurda próbował się otruć po udaniu się na gestapo, ale mu się to nie udało. Niemniej jednak jego decyzja ochroniła wyłącznie jego rodzinę, bo nawet jego nie w ostatecznym rozrachunku. Posłał natomiast na śmierć wielu ludzi z ruchu oporu. Pomógł zatem przede wszystkim gestapo, które, mimo iż prowadziło śledztwo z największą starannością, do czasu pojawienia się Čurdy nie miało nic w rękach. Nie wiem, co jeszcze gestapo mogłoby samo zrobić. Šulc uważa również, iż na decyzjach o podjęciu współpracy z gestapo przez Čurdę, Gerika i kilku innych zaważyła również postawa rządu emigracyjnego, który mając na względzie cele polityczne, wysyłał do akcji ludzi bez niezbędnego przygotowania i wsparcia. Zmuszał ich do działania na własną rękę, nierzadko wbrew przyjętym zasadom. W wywiadzie dla gazety „Reflex” twierdził: Chociaż władza na uchodźstwie traktowała te akcje jako kluczowe dla zyskania uznania na scenie międzynarodowej i dla wsparcia miejscowego ruchu oporu, jej możliwości dokładnego przygotowania operacji były ograniczone. Doszło do trudnych do zrozumienia na pierwszy rzut oka pomyłek. Na przykład: spadochroniarze otrzymali niekompletne dokumenty, nie mieli kartek żywnościowych, w związku z tym i pieniądze były im na nic, a przede wszystkim – zostali zrzuceni ponad sto kilometrów od planowanych miejsc zrzutu. Tak było i w przypadku grupy Čurdy. Ostatecznie więc wszyscy robili to, czego robić im było nie wolno, co było uznawane za podstawowy błąd z punktu widzenia bezpieczeństwa ich i ich bliskich – odnajdowali swoje rodziny. Nie widzieli po prostu innego wyjścia. Čurda się w ten sposób dowiedział, że ze swoją byłą partnerką, z którą się nie widział przez trzy lata, ma córkę...